# 루양양
루양양(중국어 간체자: 卢洋洋, 정체자: 盧洋洋, 병음: Lú Yángyáng, 한자음: 노양양, 1994년 2월 19일~)은 중화인민공화국의 배우이다. 2016년부터 2017년까지 대한민국에서 걸그룹 MIXX의 일원으로 활동했으며, 활동 종료 후 중국으로 돌아가 배우로 활동하고 있다.

## 작품 목록

### 텔레비전 드라마
- 2018 《아재불회피여해자기부니》- 런샤오친(任小芹) 역
- 2019 《배니도세계지전: 너와 세상 끝까지》- 푸미야(傅弥雅) 역
- 2019 《추구》- 바이웨이(白薇) 역
- 2020 《초련료나마다년: 첫사랑만 N년째》- 탕탕(唐糖) 역
- 2021 《선풍마술사》- 청모리(程茉莉) 역
- 2022 《천왕조리: 슈퍼스타 과외하기》- 웨이츠야오야오(尉迟杳杳) 역
- 2022 《견면파취현재: 지금 만나자》- 지추(季秋) 역
- 2022 《동학금천흔화목》- 안나(安娜) 역
- 2023 《최식인간연화색: 가장 세속적인 불꽃놀이의 색》- 쓰칭(司清) 역

### 영화
- 2019 《재호니》- 위안위안(袁元) 역(젊은 시절)
- 2019 《타저타저》- 한원원(韩雯雯) 역